# Zandberg (Drenthe-Groningue)
Pour les articles homonymes, voir Zandberg.
Zandberg est un village partagé entre les communes néerlandaises de Borger-Odoorn et de Westerwolde, à cheval sur les provinces de Drenthe et de Groningue. Le 1er janvier 2007, le village comptait 52 habitants sur la partie située dans le Drenthe.